# Дечак у пругастој пиџами (филм)
Дечак у пругастој пиџами (енгл. The Boy in the Striped Pyjamas) америчка је историјска филмска трагедија са радњом смештеном у Други светски рат, заснована на истоименом роману Џона Бојна из 2006. Сценариста и режисер је био Марк Херман, а продукцију је радио Би-Би-Си филмс и Хејдеј филмс, уз дистрибуцију Мирамакса. Главну, насловну улогу игра Ејса Батерфилд. Филм је изашао 12. септембра 2008. године у УК.
Драма о Холокаусту приказује хорор нацистичког кампа за истребљење кроз причу два 8-годишња дечака; Бруно (Батерфилд), син је команданта логора, а Шмул (Џек Сканлон), јеврејски заточеник.
Филм је добио негативне критике од неких научника који се баве проучавањем Холокауста због нетачног приказа информација.

## Радња
Филм почиње цитатом Џона Бетшемана: „Детињство се мери звуцима и мирисима и погледима, пре него што наступи тамни час разума.” Дечак Бруно живи са својом породицом у Берлину, у нацистичкој Немачкој током Другог светског рата. Сазнаје да је његов отац Ралф унапређен, због чега породица — укључујући Брунову мајку Елсу и сестру Гретел — сели ван града (у окупирану Пољску). Бруно не воли свој нови дом јер ту нема с ким да се игра а има веома мало ствари за истраживати. Након што каже да је видео људе како раде код неких кућица налик на фарму (што је, заправо, нацистички концентрациони логор, а што мали Бруно не зна), забрањују му да се игра у дворишту иза које води ка кампу.
Бруно и Гретел добијају приватног учитеља, Хер Листа, који пропагира агенду антисемитизма и нацистичку пропаганду. Ово, поред заљубљености у једног од поручника (возача), доводи Гретел до екстремног фанатизма у подршци Трећем рајху, па она покрива зидове своје спаваће собе с постерима нацистичке пропаганде и портретима Адолфа Хитлера. Бруно је збуњен јер су Јевреји које је видео, тачније јеврејски слуга породице Павел, различити од антисемитских карикатура у Листовим учењима.
Једног дана, Бруно не послуша родитеље и оде у шуму кроз двориште иза куће, те стигне до бодљикаве жичане ограде која окружује камп. Спријатељи се са дечаком који се зове Шмул. Двојица дечака не схватају шта је стварна природа кампа: Бруно мисли да су пругасте униформе које Шмул, Павел и други заробљеници носе пиџаме и неки облик игре с прерушавањем, а Шмул верује да су његови деда и бака умрли од болести током путовања ка кампу. Бруно почиње да се виђа са Шмулом редовно, доносећи му кришом храну и играјући мице са њим. На крају сазнаје да је Шмул Јевреј и да је доведен у камп са својим оцем и мајком.
Једног дана, Елса открива реалност Ралфовог унапређења након што поручник Курт Котлер грешком каже да је црни дим који долази из кампа због спаљивања лешева Јевреја. Она се супротсавља Ралфу, згађена и потресена. На вечери те ноћи, Котлер признаје да је његов отац напустио породицу и отишао у Швајцарску. Када је ово чуо, Ралф говори Котлеру да је морао да обавести власти о неслагању свог оца с тренутним политичким режимом јер то је била његова дужност. Осрамоћен, Котлер потом постаје разбешњен Павеловим случајним просипањем чаше вина; он га зато претуче, док остали за столом слушају. Следећег јутра, собарица Марија струже остатке мрља крви.
Касније истог дана, Бруно види Шмула како ради у његовој кући. Шмул је ту да очисти чаше за вино јер био им је потребан неко с малим рукама да то уради. Бруно му понуди колаче а Шмул прихвата. Нажалост, Котлер улази у собу где се Бруно и Шмул друже. Он се наљути и изгалами на Шмула што прича с Бруном. У том угледа и залогај који Шмул жваче а који му је дао Бруно. Котлер пита Шмула ко му је дао храну, а овај одговара да је то био Бруно; Бруно, устрашен Котлером, ово оповргава. Верујући Бруну, Котлер говори Шмулу да ће имати „мали разговор” после. Разочаран што је издао пријатеља, Бруно одлази да му се извини; међутим, Шмула нема. Сваки дан Бруно се враћао на исто место где се дружио са Шмулом, али више га није могао наћи. На крају, Шмул се појављује иза ограде; на оку му се види повреда. Бруно се извини Шмулу а Шмул му опрости, тако да обнављају пријатељство.
Након сахране његове баке, која је наводно убијена у Берлину након бомбардовања Савезника, Ралф говори Бруну и Гретел да је Елса предложила да иду живети у кући рођака јер овде није сигурно. Истина је да је она ово урадила јер не жели да деца живе са оцем-убицом. Шмул има својих проблема; отац му је нестао након ’марша’, није се вратио у камп као ни остали. Бруно одлучује да се искупи Шмулу тако што ће му помоћи да пронађе свог оца. Следећег дана, Бруно — који треба да одсели то поподне — облачи пругасту пиџаму заробљеника и ставља капицу на своју неошишану главу; копа испод ограде да се придружи Шмулу у потрази. Бруно потом открива природу кампа након што види много болесних и слабих Јевреја, што га шокира (нарочито јер је претходно гледао пропагандни нацистички филм како је заробљеницима врло добро у кампу, имају разне активности, добру храну итд.). Тражећи Шмуловог оца у кампу, уђу у једну колибу; баш одавде почне ’марш’ који проводе зондеркомандоси.
У кући, Гретел, Елса и Марија виде да нема Бруна. Откривају отворени прозор кроз који је побегао; Елса упада на Ралфов састанак да га обавести да им нема сина. Ралф и његови људи почињу потрагу. Предвођени псом који прати Брунов траг налазе његову одећу код ограде. Забринута Елса и Гретел остају на том месту, а Ралф са људима улази у камп и тражи Бруна; он са Шмулом и другим заробљеницима чека у соби за скидање где им је речено да морају одложити одећу ради „туширања”. Утерују их у гасну комору, где се Бруно и Шмул држе за ручице. Шуцштафел војник убацује циклон Б пелете у комору и затвореници почињу да паниче, вичу и лупају на метална врата. Када Ралф схвати да је у току гушење Јевреја, кроз плач изговара синово име; Елса и Гретел, још на месту ван кампа где је Бруно оставио одећу и копао рупу, чују Ралфово довикивање, а Елса пада на колена у очају и дозива Бруна. Филм се завршава приказом затворених врата гасне коморе у којој је сада тишина, што индицира да су сви — укључујући Бруна и Шмула — умрли.

## Постава
| Глумац         | Улога                                          |
| -------------- | ---------------------------------------------- |
| Ејса Батерфилд | Бруно                                          |
| Џек Сканлон    | Шмул, мали Јевреј заробљен у нацистичком кампу |
| Вера Фармига   | Елса, Брунова мајка                            |
| Дејвид Тјулис  | Ралф, Брунов отац                              |
| Амбер Бети     | Гретел, Брунова старија сестра                 |
| Руперт Френд   | Курт Котлер, нацистички поручник и возач       |
| Дејвид Хејман  | Павел, слуга и заробљеник кампа (иначе доктор) |
| Шејла Ханкок   | Натали, Брунова бака                           |
| Ричард Џонсон  | Матијас, Брунов деда                           |
| Кара Хорган    | Марија, собарица                               |
| Џим Нортон     | Хер Лист                                       |

## Продукција
Снимање је рађено у периоду 29. април — 7. јул 2007, у Мађарској. Локације су укључивале Гробље Керепеши у Будимпешти, Замак Шацелари у Будафоку и неколико других области Будимпеште. Ентеријери су снимани у Фот студиосу, Будимпешта. Постпродукција је завршена у Лондону. Укупни трошкови продукције су били отприлике 13 милиона $.

## Пријем

### Критика
Дечак у пругастој пиџами има рејтинг одобравања од 63% на сајту Rotten Tomatoes, на основу 135 рецензија, уз просечну оцену 6,2/10. Критички консензус сајта је: „Дирљив и прогањајући породични филм који се бави Холокаустом на привлачан и необичан манир, уз упакован бруталан коначни ударац преокрета.” На Metacritic-у, филм има нормализовану оцену 55 од 100, на основу 28 критика, уз „помешану или просечну оцену”.
Џејмс Кристофер, из Тајмса, филм је оценио као „увелико погађајући филм. Важан, такође.”. Манола Даргис, из Њујорк тајмса, рекла је да је филм „тривијализован, углађен, кичав, комерцијално експлоатисан и силом [је] представио [Холокауст] трагедијом о нацистичкој породици”.
У Чикаго сан-тајмсу, Роџер Иберт рекао је да филм није пука реконструкција Немачке током рата, него је у питању „систем вредности који преживљава као вирус”.
Кели Џејн Торанс из Вашингтон поста рекла је да је филм покретачки и прелепо испричан. Упркос неким критикама, Тај Бер из Бостон глоуба дао је следећи закључак: „[Оно] шта спасава Пругасте пиџаме од кича је хладноћа, проматрачка логика Хермановог причања приче.”

#### Научни свет
Научници су критиковали филм за опскурно историјско представљање чињеница о Холокаусту и стварање лажне еквивалентности између жртава и починилаца злочина. На пример, на крају филма, очај Брунове породице јесте приказан, чиме се гледалац приморава да осећа симпатију према починиоцима Холокауста.‍:125 Мајкл Греј написао је да је прича не тако реалистична и садржи многе немогуће ствари, јер деца су убијана чим су дошла у Аушвиц и није било могуће да контактирају са људима споља.‍:121–123 Студија Центра за образовање о Холокаусту на Универзитетском колеџу Лондон открила је да је филм „имао значајне, значајне проблематичне утицаје на начин на који млади људи покушавају да схвате ову комплексну прошлост”. Међутим, скорашњија студија показује да је пријем филма увелико заснован на претходном знању и веровањима.‍:173
Истраживање едукатора о Холокаусту Мајкла Греја показује да је више од три четвртине британске деце школског узраста (13—14 година) у његовом узорку било упознато с делом, што је више него код Дневника Ане Франк. Филм је имао значајан утицај на знање деце и веровања о Холокаусту.‍:114 Деца су веровала да прича садржи много корисних информација о Холокаусту и позивала су се на прецизну импресију догађаја из стварног живота. Већина је веровала да је филм заснован на стварном догађају.‍:115–116 Греј је такође открио да су многи ученици и студенти извлачили погрешне закључке из филма, као што је претпоставка да Немци нису знали ништа о Холокаусту само јер Брунова породица (осим оца) није, или да је Холокауст престао након што је дете нацисте грешком угушено у комори.‍:117 Остали су претпостављали да су Јевреји добровољно ишли у нацистичке логоре смрти јер их је нацистичка пропаганда преварила, а истина је да су силом одвођени и депортовани.‍:119 Греј је препоручио проучавање књиге одмах након што деца науче кључне чињенице о Холокаусту, јер тада постоји мања шанса извођења погрешних закључака.‍:131

### Признања
| Год. | Награда                              | Категорија                                                      | Реципијент(и)                | Исход      |
| ---- | ------------------------------------ | --------------------------------------------------------------- | ---------------------------- | ---------- |
| 2008 | Британска независна филмска награда  | Најбоља глумица                                                 | Вера Фармига                 | Номинација |
| 2008 | Британска независна филмска награда  | Најбољи режисер                                                 | Марк Херман                  | Освојено   |
| 2008 | Британска независна филмска награда  | Најобећавајући нови глумац                                      | Ејса Батерфилд               | Номинација |
| 2009 | Гоја                                 | Најбољи европски филм                                           | Дечак у пругастој пиџами     | Номинација |
| 2009 | Ирска филмска и телевизијска награда | Најбољи интернационални филм                                    | Дечак у пругастој пиџами     | Номинација |
| 2009 | Награда младих уметника              | Најбољи перформанс главног глумца (Интернационални играни филм) | Ејса Батерфилд & Џек Сканлон | Номинација |